# Kamenina

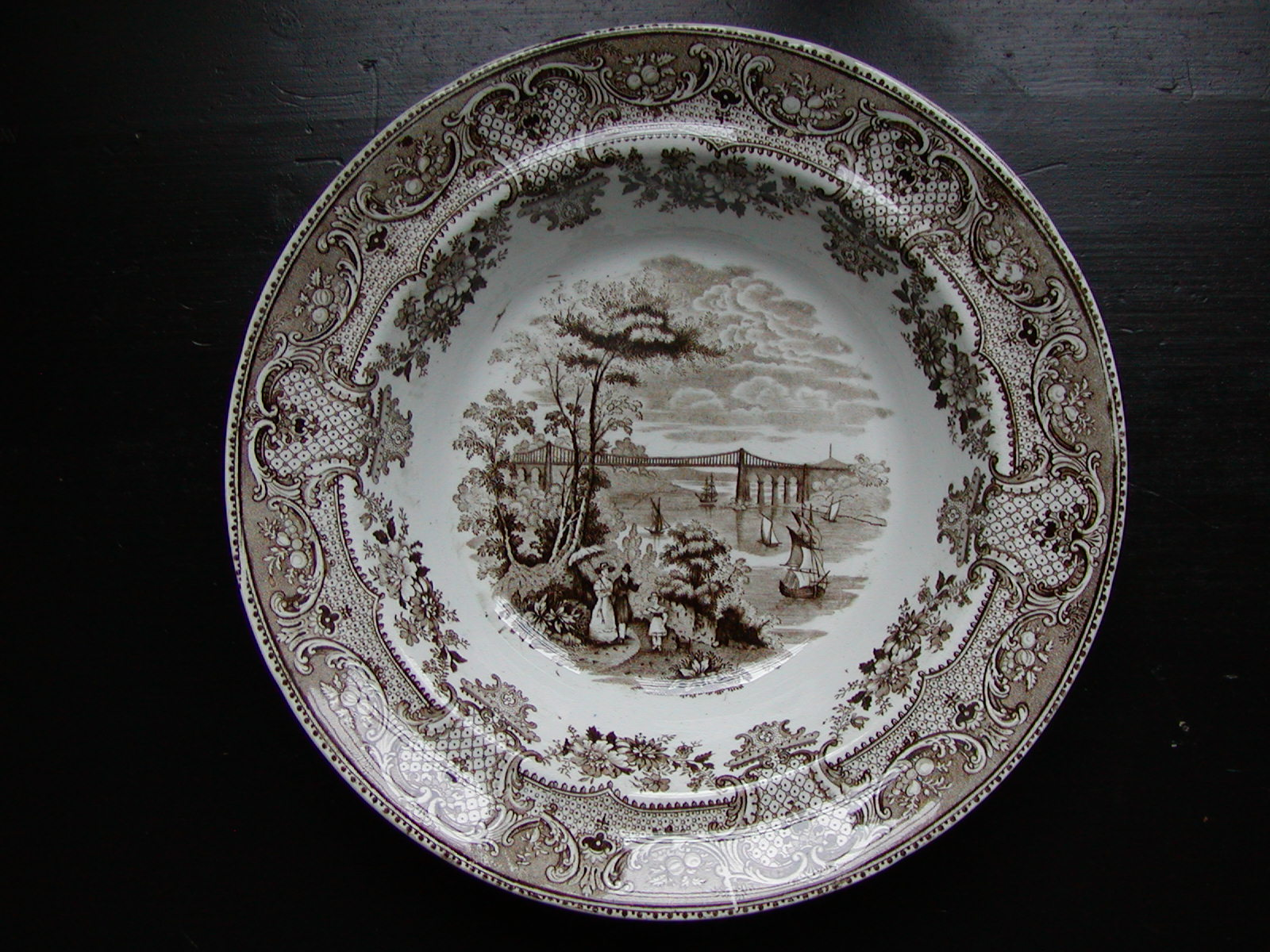
Kameninová keramika z poloviny 19. století z Staffordshiru (z domu J.L. Runeberga)

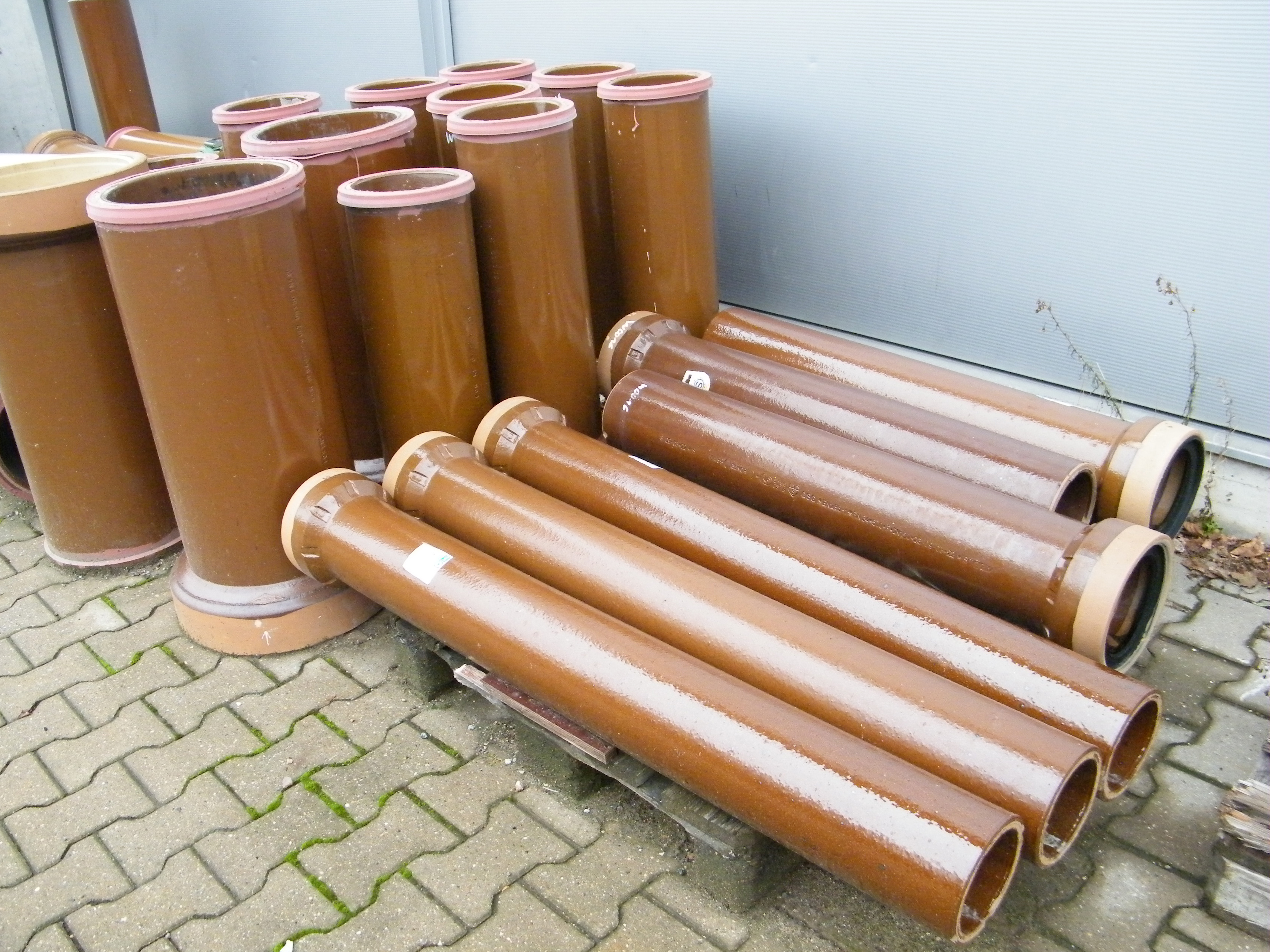
Kanalizační kameninové potrubí

Kamenina je materiál využívaný k výrobě užitkové keramiky i keramiky pro venkovní použití. Vyznačuje se trvanlivostí, pevností a malou nasákavostí. Je vhodný i pro keramické plastiky.
Kameninové výrobky se vypalují teplotou dostatečně vysokou (1150 - 1300 stupňů C), aby došlo k tzv. slinování (tj. vzniku skelné nebo sklu podobné látky). Se zvyšováním teploty dochází k rozkladu hydrátů a k dalším chemickým změnám vedoucím k slinování a zhutňování (slepení ostatních částic taveninou) a tvorbě koherentního (souvislého) produktu. Protože k vypálení jílu by bylo potřeba teploty vyšší než 1600 °C, přidává se pro její snížení snáze tavitelná látka jako:
- Živec, který je základem tvrdé kameniny (1300 stupňů Celsia).
- Vápenec obsahuje tzv. vápencová kamenina (1100 stupňů Celsia).
- Kaolín společně s bílým žáruvzdorným jílem dá vzniknout bíle se vypalujícímu kameninovému jílu.

Tyto látky se roztaví a spojí (slinou) částice jílu.
Kamenina se používá jako jeden z materiálů pro potrubí kanalizace.

## Historie kameninové keramiky
Kamenina pochází z východní Asie, pravděpodobně z Číny ze 4. století. Byla velmi světlá, vzhledem podobná porcelánu.
Díky arabským obchodníkům se do Evropy dostala v 16. století. Stala se velmi využívanou, protože ložiska kameninových jílů jsou zde častější než ložiska kaolinu, imitoval se jí porcelán.
V Porýní se zpracování kameniny vyvinulo bez návaznosti na čínské vzory již v 8. století.
O její zdokonalení a rozšíření se zasloužil v 18. století anglický keramik Josiah Wedgwood. Jeho vylepšená kamenina byla bez polevy a zdobená jemným reliéfem. Vyráběl proslulou Queen's ware (královninu keramiku) ze žlutavé hmoty a také černé kameninové předměty připomínající bazalt. Nejznámější byla jeho jaspisová keramika Jasperware s bílými reliéfy na modrém podkladě.
V České republice má tradici výroba kameninové keramiky např. v Týnci nad Sázavou, a proto se v městském muzeu nachází trvalá expozice tzv. týnecké keramiky. Zdejší raná keramika byla ovlivněna rokokem i anglickou reliéfní kameninou.